# 聯境
聯境（臺羅：Liân-kíng）是府城特有的民間聯防制度，「境」的起源可溯及乾隆53年（西元1788年），直到明治三十六年（西元1903年）由日本政府將民防組織轉移為保甲制度止。

## 概要
聯境來自於清代府城的街坊制度，至清末已經延伸出坊-保-段-境的民防結構。
坊、保、段設總簽首，傳達知縣命令、辦理團練與民防事務，段、境下轄「簽首」，為民眾與總簽首的溝通橋樑，頁管理境內治安、公共事業：如夜間防務，編保甲、給予門牌等。:21
境主要是以地域街廓進行劃分，且同一街廓之民眾互為鄰居，因有共同的情感與生活連結，可以維持鄰里居住安全，並一致對抗外在的盜賊。「境」的劃分由「戶」而「街」，以構成「境」，單一個「境」有其境名，如：中和境、鎮轅境、元會境、仁壽境、仁厚境⋯⋯等。
不同「境」依據地理位置共同組合，而構成「聯境」。依據組合的「境」數量，產生不同的名稱，如：六合境。同時六合境之聯境範圍中亦可發現仁厚境，更從中窺見聯境乃是多個不同單境共同組合而成。

## 相關研究
謝奇峰，《臺南府城聯境組織研究》，臺南：臺南市政府文化局，2013。